# Championnats d'Europe de trampoline 1998
Navigation
Édition précédente Édition suivante
Les 16e Championnats d'Europe de trampoline, tumbling et double mini-trampoline ont lieu à Dessau en Allemagne du 11 septembre 1998 au 13 septembre 1998.

## Résultats
| Épreuves                                   | Or                                                                           | Argent                                                                            | Bronze                                         |
| ------------------------------------------ | ---------------------------------------------------------------------------- | --------------------------------------------------------------------------------- | ---------------------------------------------- |
| Hommes                                     |                                                                              |                                                                                   |                                                |
| Trampoline par équipe résultats détaillés  | Grande-Bretagne 109,50 pts                                                   | France David Martin Guillaume Bourgeon Sébastien Laïfa Emmanuel Durand 108,50 pts | Ukraine 107,50 pts                             |
| Tumbling par équipe résultats détaillés    | Pologne 79,75 pts                                                            | Grande-Bretagne 79,72 pts                                                         | Danemark 75,33 pts                             |
| Double Mini par équipe résultats détaillés | Portugal 35,87 pts                                                           | Allemagne 34,66 pts                                                               | Bulgarie 34,34 pts                             |
| Synchro résultats détaillés                | German Knychev (RUS) Sergey Yachev (RUS)                                     | Vladimir Kakorko (BLR) Nikolay Kazak (BLR)                                        | Stefan Reithofer (GER) Michael Serth (GER)     |
| Double Mini résultats détaillés            | Radostin Rachev (BUL) 23,13 pts                                              | Uwe Marquardt (GER) 22,40 pts                                                     | João Marques (POR) 22,27 pts                   |
| Tumbling résultats détaillés               | Robert Small (GBR)                                                           | Adrian Sinkiewicz (POL)                                                           | Yuriy Pedorenko (UKR)                          |
| Individuel résultats détaillés             | German Knychev (RUS)                                                         | David Martin (FRA)                                                                | Sergey Yachev (RUS)                            |
| Femmes                                     |                                                                              |                                                                                   |                                                |
| Trampoline par équipe résultats détaillés  | Biélorussie 109,7 pts                                                        | Royaume-Uni 108,20 pts                                                            | Allemagne 107,9 pts                            |
| Tumbling par équipe résultats détaillés    | France Karine Boucher Chrystel Robert Marlène Bayet Mélanie Avisse 74,18 pts | Ukraine 71,72 pts                                                                 | Royaume-Uni 65,73 pts                          |
| Double Mini par équipe résultats détaillés | Portugal 31,00 pts                                                           | Allemagne 30,68 pts                                                               | Bulgarie 29,27 pts                             |
| Synchro résultats détaillés                | Tina Ludwig (GER) Anna Dogonadze (GER)                                       | Galina Lebedeva (BLR) Natalia Karpenkova (BLR)                                    | Natalia Tchernova (RUS) Tatiana Kovaleva (RUS) |
| Double Mini résultats détaillés            | Marina Murinova (RUS)                                                        | Teodora Sinilkova (BUL)                                                           | Irina Mut (GER)                                |
| Tumbling résultats détaillés               | Karine Boucher (FRA)                                                         | Kathryn Peberdy (GBR)                                                             | Olena Chabanenko (UKR) 6                       |
| Individuel résultats détaillés             | Anna Dogonadze (GER)                                                         | Galina Lebedeva (BLR)                                                             | Oksana Tsyguleva (UKR)                         |